# Puy-Saint-André
Puy-Saint-André (okzitanisch Le Puei Sant Andrieu) ist eine französische Gemeinde mit 471 Einwohnern (Stand 1. Januar 2022) im Département Hautes-Alpes in der Region Provence-Alpes-Côte d’Azur. Sie gehört zum Arrondissement Briançon und zum Kanton Briançon-1.
Die Gemeinde liegt am Oberlauf der Durance und grenzt im Norden an La Salle-les-Alpes und Saint-Chaffrey, im Nordosten an Puy-Saint-Pierre, im Osten an Villar-Saint-Pancrace, im Süden an Saint-Martin-de-Queyrières und im Westen an Vallouise-Pelvoux.

## Bevölkerungsentwicklung
| Jahr      | 1962 | 1968 | 1975 | 1982 | 1990 | 1999 | 2008 | 2018 |
| --------- | ---- | ---- | ---- | ---- | ---- | ---- | ---- | ---- |
| Einwohner | 123  | 89   | 64   | 197  | 287  | 462  | 471  | 457  |

## Sehenswürdigkeiten
- Kirche Saint-André
- Kirche Sainte-Lucie im Ortsteil Puy-Chalvin, Monument historique
- Chapelle de l’Annonciation (Verkündigungskapelle) im Ortsteil Pierre-Feu
- Kapelle Saint-Roch im Ortsteil Les Combes

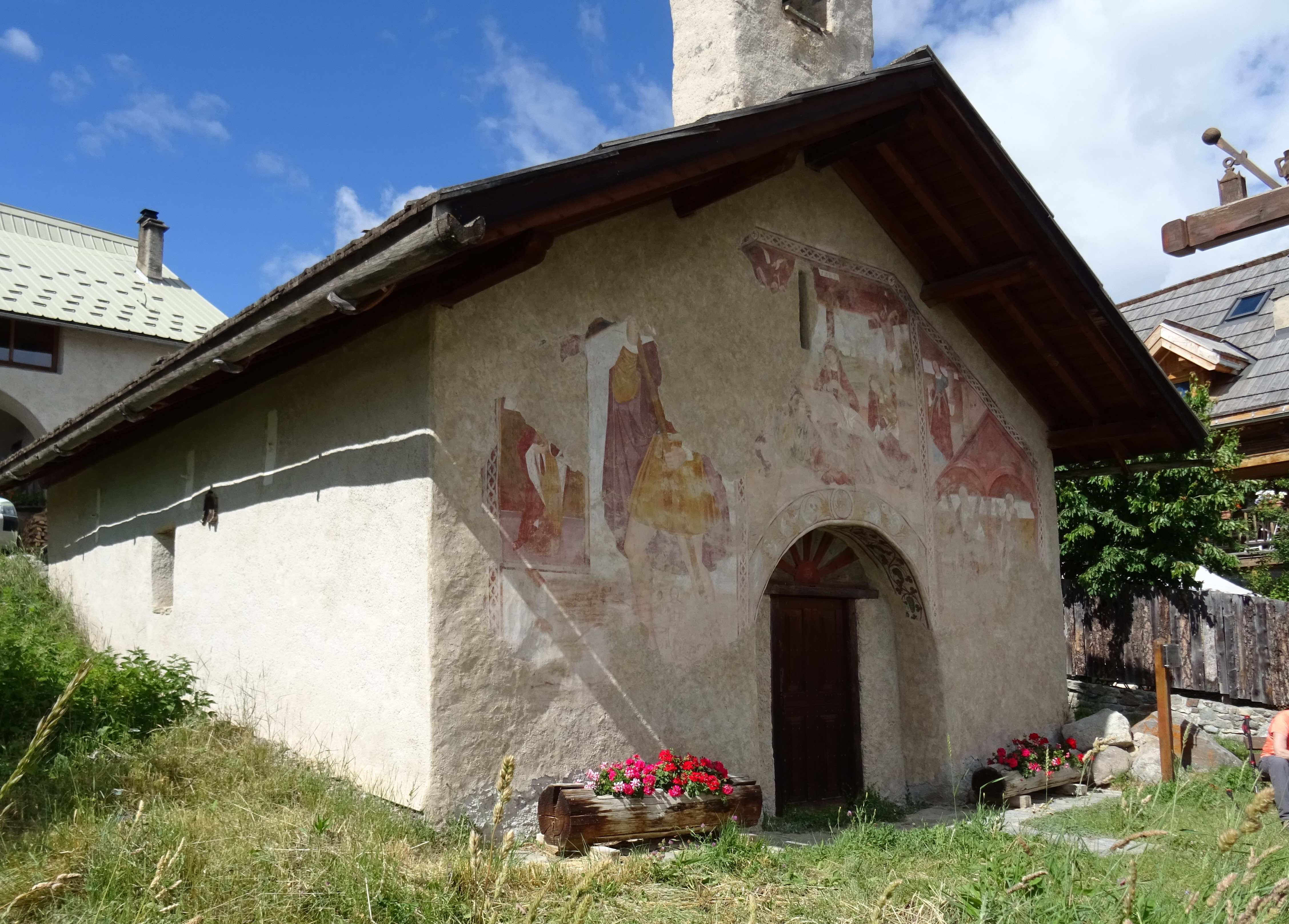
Kapelle Saint-Roch